# Chen Nan
Chen Nan (8 de janeiro de 1983) é uma basquetebolista profissional chinesa.

## Carreira
Chen Nan integrou a Seleção Chinesa de Basquetebol Feminino, em Londres 2012 e Rio 2016.

## Títulos
- Jogos Asiáticos: 2006 e 2010.